# Germania-Union Pforzheim
Der SV Germania Union Pforzheim 1896 war ein Sportverein aus dem badischen Pforzheim. Nach dem 1. FC Pforzheim war Germania-Union der zweitälteste Verein der Goldstadt.

## Geschichte
Der Verein wurde 1896 im Gasthaus „Zur schönen Aussicht“ als Germania Pforzheim, der auf dem Noeller'schem Grundstück in der äußeren Werner-von-Siemens-Straße ausschließlich Schwerathletik betrieb. 
In der Gegend um den Weiherberg gründeten im Mai 1908 eine Gruppe junger Männer den Fußballklub Union Pforzheim, der beim Davosplatz eine Spielfläche zur Verfügung hatte und dort sein erstes Spiel gegen Viktoria Pforzheim mit 2:5 verlor. 1912 fusionierten die beiden Vereine zur Germania-Union, woraufhin die Platzanlage am Wasserturm durch Pachtverträge erweitert, umzäunt und mit Umkleidekabinen ausgestattet wurde. Bei Beginn des Ersten Weltkriegs waren vier Mannschaften im Spielbetrieb aktiv. Am 2. August 1920 schloss sich die Mannschaft als Fußballabteilung dem TV Pforzheim 1834 an, nachdem der Platz am Wasserturm in andere Hände überging. Fortan spielte man im Bohrain im Pforzheimer Westen. Die Reinliche Scheidung zwischen Turnen und Fußball hatte 1924 zur Folge, dass die Fußballer wieder als SV Germania-Union eigenständig wurden. Nach Einführung der Gauliga Baden spielte der Verein teilweise in der zweitklassigen Fußball-Bezirksklasse Mittelbaden. Der Spielbetrieb wurde 1940 eingestellt.
1946 wurde die Vereinstätigkeit wieder aufgenommen. Nachdem der Platz am Bohrain durch die Anlage einer Aschenbahn für die Fußballer zu klein wurden, siedelte der Club ins Eutinger Tal um.
1973 erfolgte der erneute Anschluss an den Turnverein, woraufhin aus dem TV 1834 der TV Germania-Union Pforzheim wurde.
1974 stieg die Mannschaft in die 1. Amateurliga Nordbaden, die damals der drittklassige Unterbau zur 2. Bundesliga war, auf und erreichte damit den Zenit der Vereinsgeschichte. Mit nur sechs Siegen aus 30 Spielen stieg man allerdings nach nur einem Jahr wieder ab. 1986 spaltete sich die Fußballabteilung zum zweiten Mal vom Turnverein ab und kehrte zum ursprünglichen Namen SV Germania Union zurück. 2010 fusionierte der Verein mit dem Türkischen SV Pforzheim 1969 zu Germania Union 1896 Pforzheim - Türkischer Sportverein 1969, Kurzform GU/Türkischer SV Pforzheim. Bis 2022 spielte der Klub auf Kreisebene, anschließend zwei Jahre in der Landesliga Mittelbaden, bevor man 2024 als Meister in die Verbandsliga Baden aufstieg. In der Saison 2024/25 erreichte das Team das Finale des Badischen Pokals.

## Spielstätte
Die Fußballer trugen ihre Spiele ursprünglich auf dem GU-Platz Brötzinger Tal aus, der 1950 15.000 Zuschauer fasste. Durch Baumaßnahmen für die Landesgartenschau 1992 musste der Verein seine Spielstätten räumen und spielte anschließend auf wechselnden öffentlichen Plätzen.

## Bekannte Namen
- Alwin Merz (1906–1946), mehrfacher süddeutscher Auswahlspieler für den 1. FC Pforzheim und der SpVgg 08 Schramberg, entstammte der Germania-Union.[2]